# Mahmut I
Mahmut I (Istanboel, 2 augustus 1696 - aldaar, 13 december 1754) was de 24e sultan van het Osmaanse Rijk en volgde in 1730 zijn oom Ahmed III op, die door de Janitsaren van de troon was gestoten.
Mahmud I was de zoon van Mustafa II. Na zijn dood in 1754 werd hij opgevolgd door zijn broer Osman III.